# Dendropanax australis
Dendropanax australis là một loài thực vật có hoa trong Họ Cuồng cuồng. Loài này được Fiaschi & Jung-Mend. mô tả khoa học đầu tiên năm 2006.